# Chester
Chester (walisisk: Caer) er en by i grevskabet Cheshire i det vestlige England, på grænsen til Wales. Byen har 87.507(2016) indbyggere. Den blev grundlagt af romerne under navnet Deva Victrix og har mange spor efter sin romerske fortid. Under de danske invasioner af England blev byen flere gange plyndret.
I mange år var byen den vigtigste by i Vestengland, men i 1600-tallet blev denne position overtaget af Liverpool.
I dag er byen kendt for sin velbevarede bymur. Byen rummer også flere museer, heriblandt Grosvenor Museum.